# آرال‌اژدرها
آرال‌اژدرها(نام علمی: Aralazhdarcho) نام یک سرده از تیره اژدرهایان است.